# Storskog, Helsingfors
Storskog (finska: Suurmetsä) är en stadsdel i Parkstads och Jakobacka distrikt i Helsingfors.
Storskog omfattar delområdena Parkstad, Henriksdal, Tattarmossen och Jakobacka.
Alpbyn (fi. Alppikylä) är ett bosättningsområde i Storskog.